# Battaglia di Laodicea
La battaglia di Laodicea (in arabo: معركة اللاذقي; in ebraico: קרב לטקיה) fu un piccolo ma importante scontro navale, verificatosi durante la guerra del Kippur, che si svolse il 7 ottobre 1973 nelle acque di fronte alla città siriana di Latakia (anticamente nota come Laodicea), e che vide opposti israeliani e siriani.
Fu la prima battaglia navale nella storia in cui si trovarono faccia a faccia imbarcazioni dotate di missili antinave e di contromisure elettroniche antimissile.

## Le incertezze
Nel primo giorno di guerra, il comando navale israeliano inviò una task force di cinque navi lanciamissili classi Sa'ar e Reshev allo scopo di affrontare le lanciamissili siriane fuori dall'importante porto di Laodicea.
La grande incognita che la squadra israeliana doveva considerare era l'efficacia del loro sistema lanciamissili e delle contromisure: le loro navi non avevano mai avuto il battesimo del fuoco, e se la Sa'ar III derivava da un progetto tedesco con qualche anno sulle spalle (la classe Jaguar), la nuova classe Reshev era un progetto completamente nuovo.
Le navi attaccanti erano equipaggiate peraltro di missili IAI/MBT Gabriel, un missile antinave di nuova concezione e di progettazione e produzione interamente israeliano, e il cui raggio d'azione, 20 km, era appena la metà del raggio d'azione dello Styx, l'omologo missile di fabbricazione sovietica con cui erano equipaggiate le motovedette siriane. La sfida, oltre che tecnica, era anche psicologica: una lanciamissili egiziana della classe Osa dotata dello Styx aveva affondato il cacciatorpediniere israeliano Eilat, nel 1967 l'anno della guerra dei sei giorni, anche se al di fuori delle ostilità.
Le contromisure israeliane, a loro volta totalmente mancanti di un precedente operativo, erano un'altra grossa incognita: erano in molti a chiedersi se i missili di fabbricazione sovietica sarebbero «cascati nelle trappole» tese dall'elettronica israeliana.
Un successo avrebbe significato il dominio israeliano delle acque che erano teatro del conflitto, e quindi la libertà, per Israele, di non ricevere attacchi via mare. Una sconfitta avrebbe significato la vanificazione immediata delle tecnologie sviluppate dagli ingegneri israeliani, sia offensive (missili anti-nave) sia difensive (contromisure), nonché un modo totalmente diverso per la popolazione di considerare la propria sicurezza.
Per la marina siriana, che utilizzava naviglio sovietico di ultima concezione ma già collaudato (lanciamissili di classe Komar e Osa), il problema si poneva in modo molto meno acuto, tanto che infatti nell'ordine di battaglia le navi non viaggiavano in gruppi tattici di rilevanza, ma praticamente isolate l'una dall'altra nonostante l'avvicinarsi di una consistente squadra nemica a un porto importante come Laodicea.

## Lo scontro
La sera del 6 ottobre la squadra navale israeliana incrociava al largo di Laodicea in due file parallele, una di tre e l'altra di due navi, mentre altre due navi israeliane restavano di pattuglia più a sud, in un punto più vicino alla costa. Queste ultime non presero parte effettiva alla battaglia.
| Ordine di battaglia                                                                  | Ordine di battaglia                     |
| Israele                                                                              | Siria                                   |
| ------------------------------------------------------------------------------------ | --------------------------------------- |
| Motovedette 2 Sa'ar I: Mivtach, Miznah 2 Sa'ar III: Hanit, Ga'ash 1 Sa'ar IV: Reshev | Motovedette 2 Classe Komar 1 Classe Osa |
| Motovedette 2 Sa'ar I: Mivtach, Miznah 2 Sa'ar III: Hanit, Ga'ash 1 Sa'ar IV: Reshev | 1 torpediniera                          |
| Motovedette 2 Sa'ar I: Mivtach, Miznah 2 Sa'ar III: Hanit, Ga'ash 1 Sa'ar IV: Reshev | 1 dragamine                             |

La fila più esterna alla linea costiera era costituita dalle motovedette Hanit, Ga'ash e Miznah, con l'insegna del comandante della missione sulla Hanit. La fila più interna era formata dalla Reshev e dalla Mivtach che era dotata del solo armamento di artiglieria tradizionale, non essendo stata sottoposta ancora agli ammodernamenti che aveva ricevuto la gemella Miznah, unica tra le Sa'ar I ad essere stata equipaggiata con missili Gabriel prima dello scoppio del conflitto.
Intorno alle 22.30, il primo contatto radar fu con una torpediniera siriana in avvicinamento da nord-est: le formazioni aprirono un fuoco d'avvertimento, vale a dire una salva da 76 mm tirata alta sopra la nave siriana, e ricevettero in risposta il fuoco di un cannoncino da 40 mm.
Micheal Barkai, capo della missione d'attacco, ordinò che la Hanit, nave israeliana più vicina al contatto, la ingaggiasse prima che i siluri siriani fossero a distanza utile per armarsi e colpire e alle 22.37 il suo cannone da 76 mm, al massimo della gittata, affondò la nave nemica, che però nel frattempo aveva comunicato posizione, direzione e velocità delle Sa'ar all'attacco.
Un altro contatto comparve poco dopo 25 miglia a nord-est del convoglio: si trattava di una dragamine in operazione sottocosta, che al primo contatto radar fece subito rotta verso nord per allontanarsi. Alle 23.18 dagli israeliani partì un Gabriel, che mancò il bersaglio essendo la distanza ancora superiore al raggio d'azione del missile. Il convoglio comunque si muoveva più velocemente del dragamine, che alle 23.36, quando la distanza si era ridotta a sole 17 miglia, fu colpito in pieno da altri due missili Gabriel e fu affondato poi da un terzo missile.
Alle 23.30 sugli schermi radar israeliani comparvero tre bersagli: erano due Komar e una Osa, che appena videro il convoglio nemico in avvicinamento verso la costa lanciarono i loro Styx. Dal convoglio israeliano partì una completa copertura di decoys (piccoli missili dotati di una copertura in alluminio) con lo scopo di creare nella testata del missili in arrivo una serie di falsi obbiettivi, e inviarono segnali di disturbo elettronico per confonderne i sistemi di guida. Le contromisure furono efficaci, perché gli Styx, uno dopo l'altro, mancarono il bersaglio inabissandosi davanti o passando sopra le navi israeliane, che così poterono puntare verso gli avversari.
Le Komar avevano lanciato tutti i loro missili e per prime muovevano a tutta velocità verso il porto, mentre la Osa aspettò che le Sa'ar si avvicinassero ancora prima di lanciare. Gli ultimi missili sovietici caddero a vuoto, disturbati e confusi da jammer e dai chaff mentre nel frattempo, gli israeliani si portarono ad una gittata utile per i loro Gabriel, i quali furono lanciati in quantità tali da non lasciare scampo ai siriani. Il 7 ottobre, 26 minuti dopo la mezzanotte, l'ultima Komar, rimasta bloccata in acque poco profonde, divenne un facile bersaglio per i cannoni israeliani, che terminarono il lavoro lasciando la Komar in fiamme sulla costa a sud di Laodicea. Alle 0:54 la formazione navale israeliana si riunì iniziando il viaggio di ritorno verso Haifa.
Dall'inizio dello scontro erano passate poco più di due ore.

## Conseguenze
La Marina Israeliana replicò l'impresa di Laodicea il 9 ottobre nello scontro di Damietta in cui le motovedette israeliane affondarono tre motosiluranti egiziane. Nel giro di pochi giorni la Marina Israeliana fu in grado di dimostrare non solo il proprio ruolo, generalmente sminuito rispetto alla preponderanza delle altre forze armate dell'IDF (Esercito e Aeronautica), ma anche la propria presenza dominante nel Mar Mediterraneo sud-orientale. L'aiuto di nuove tecnologie sviluppate interamente in Israele aveva dato modo di provare anche la bontà dell'apparato industriale israeliano, che usciva, per molti versi, dall'aiuto progettuale e produttivo degli Stati Uniti.
La più grande portata bellica delle due battaglie fu sicuramente il battesimo del fuoco per armi che avrebbero rivoluzionato, nei trent'anni successivi, il modo di concepire la battaglia navale. Se nei cinque secoli precedenti le navi risolvevano le loro dispute a colpi di cannone, e nella seconda guerra mondiale il siluro aveva – seppur di poco – allungato le distanze di tiro, dagli anni settanta le navi hanno la possibilità di confrontarsi a decine di miglia di distanza, e lo scontro navale in tutto il mondo è diventato un wargame in bilico tra rilevazioni radar, contromisure elettroniche ed efficacia balistica.